# Vilarinho do Bairro
Pour les articles homonymes, voir Vilarinho.
Vilarinho do Bairro est une paroisse civile portugaise (en portugais : freguesia) de la municipalité d'Anadia dans le district d'Aveiro.

## Démographie
Lors du recensement de 2021, Vilarinho do Bairro compte 2 491 habitants.